# Agustín Ortiz de Villajos
Agustín Ortiz de Villajos (Quintanar de la Orden, 1830-Madrid, 1902) fue un arquitecto español.

## Biografía
Nació en la localidad toledana de Quintanar de la Orden el 6 de diciembre de 1830, hijo de artesano y comerciante. A los quince años de edad salió de su pueblo para estudiar en Madrid a expensas de los escasos recursos económicos de la familia. Ingresó primero en la Escuela de Arquitectura, pero estudió la carrera de Ingeniería de Minas hasta el penúltimo curso; mas no satisfechas sus aspiraciones artísticas, volvió a la Escuela de Arquitectura, donde obtuvo el título de arquitecto en 1863. En 1883 se casó con Concepción Benito Guillén, de familia distinguida.

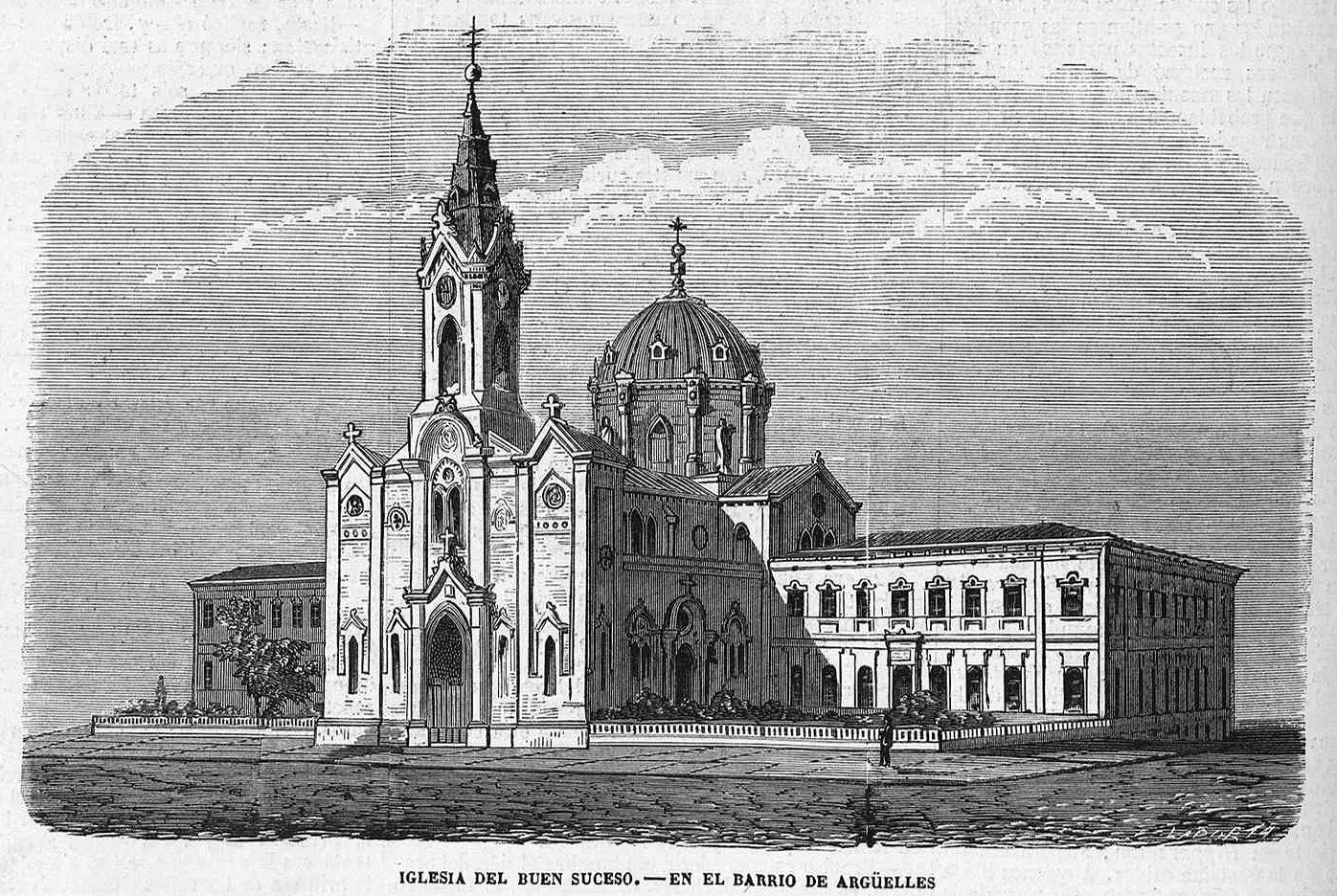
Segunda iglesia del Buen Suceso (El Museo Universal, 1868)

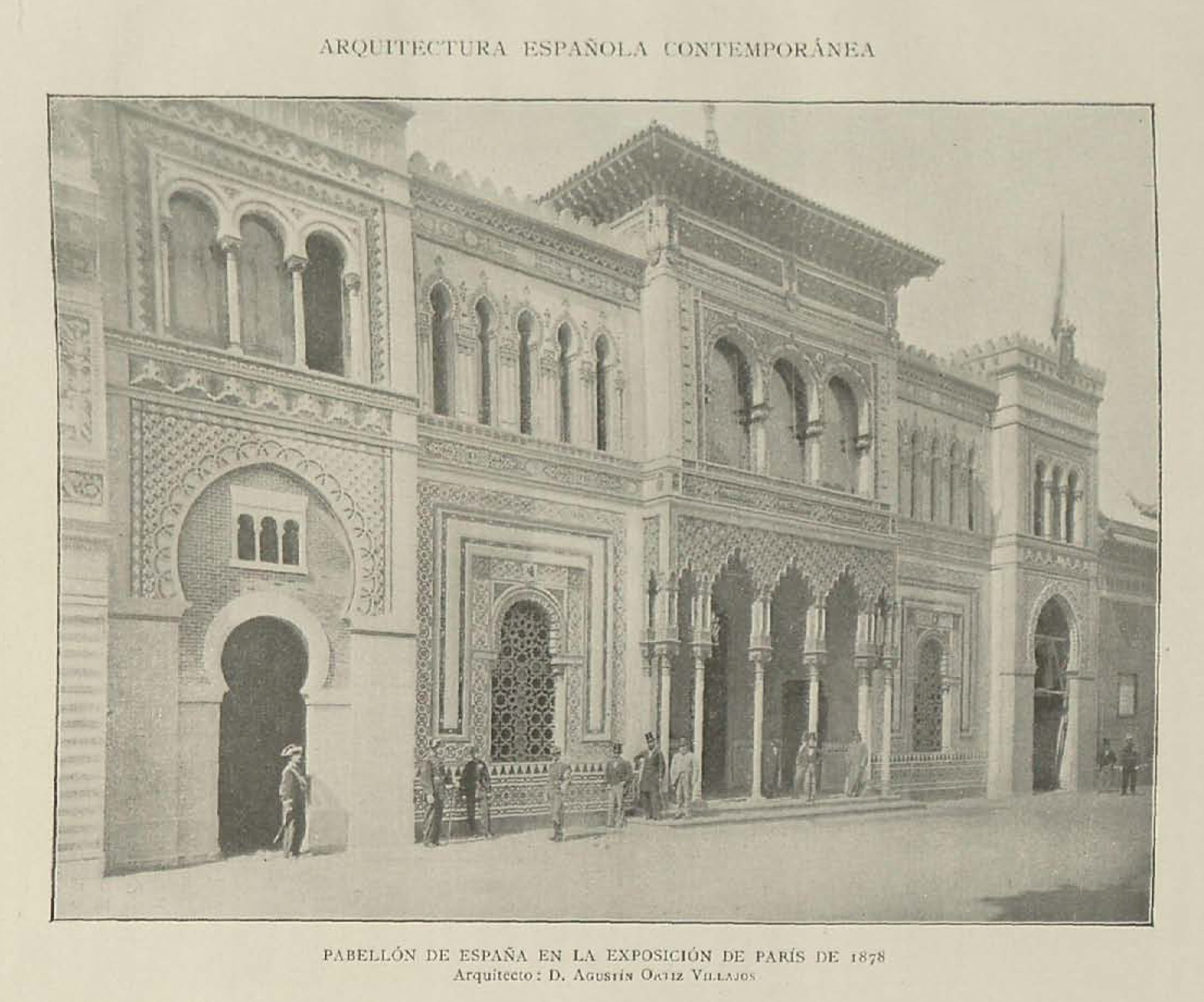
Pabellón de España en la Exposición Universal de París de 1878

Siendo estudiante obtuvo diplomas y menciones honoríficas en varias Exposiciones de Bellas Artes y de Agricultura, y una medalla de oro en la de 1862 por su proyecto de Escuela de Arquitectura. Fue arquitecto-ayudante de la Casa de la Moneda de Madrid y de otras corporaciones, bajo las órdenes de Francisco Jareño. En la Exposición Nacional de Bellas Artes de 1864 obtuvo un premio de primera clase con medalla de oro por un proyecto de iglesia parroquial, que fue adquirido por el Estado.
Una de sus obras más notables, en la que se habría determinado su estilo, denominado por algunos «estilo Villajos», fue el hospital e iglesia del Buen Suceso, cuyo proyecto obtuvo el premio en el concurso abierto en 1868, siendo nombrado director de la construcción del mismo por el Real Patronato de aquel título. El proyecto alcanzó también una medalla de oro de primera clase en la Exposición Regional de Toledo de ese mismo año. También construyó numerosos panteones y casas particulares, entre ellas el palacio de la marquesa de Amboage. Tanto en el Teatro de la Comedia como luego en el de la Princesa, introdujo la novedad de sustituir los antiguos y pesados antepechos de madera por los de hierro colado, elegantes y ligeros, sentando Ortiz de Villajos, según Repullés y Vargas, un modelo copiado por otros a la hora de diseñar teatros.
En 1877 fue nombrado arquitecto de la sección española en la Exposición Universal de París, construyendo allí, con la colaboración de su hermano Manuel, la fachada del pabellón de España, en la calle de las Naciones, de estilo árabe, que obtuvo la única medalla de oro concedida por el jurado a esta clase de trabajos.
Con su hermano también proyectó y dirigió en Madrid las obras de el Teatro de La Princesa, circo-teatro de Price, iglesia de San Andrés de los Flamencos, capilla del Asilo de la Santísima Trinidad, sede del periódico El Imparcial, el palacio del Duque de Terranova y el palacio de los Condes de Casa Valencia. Repullés menciona también el Teatro de la Alhambra.
En Quintanar de la Orden proyectó el hospital y asilo de ancianos, en Toledo el edificio de la Diputación Provincial y en Consuegra la barriada y capilla costeadas por El Imparcial con motivo de las inundaciones. Fue autor de tres láminas de la serie Monumentos Arquitectónicos de España.
Ortiz de Villajos, que fue jurado en varios concursos y exposiciones y arquitecto del Senado durante varios años, además de acreedor de una gran cruz de Isabel la Católica, fallecería el 28 de octubre de 1902 en Madrid.

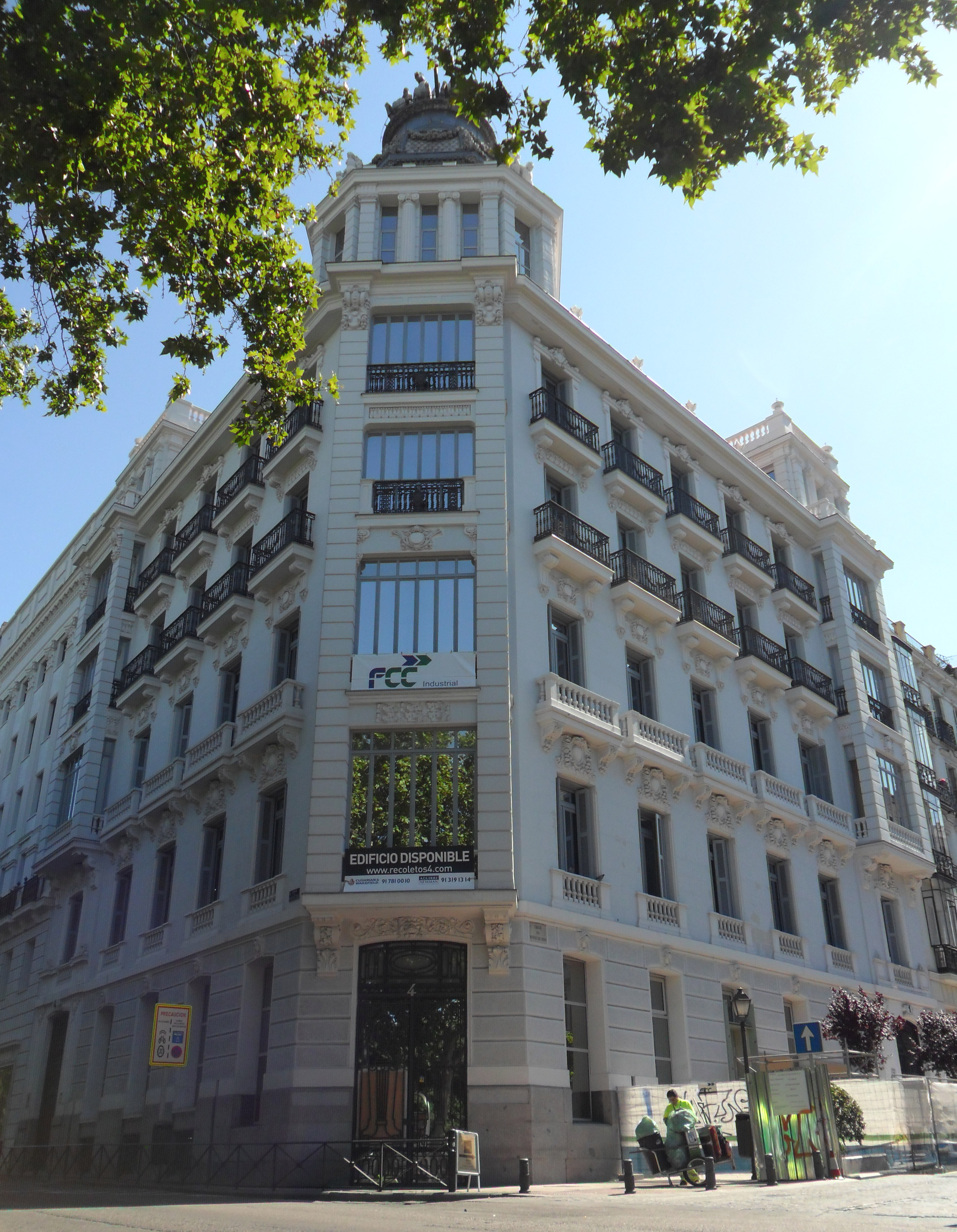
Edificio La Aurora
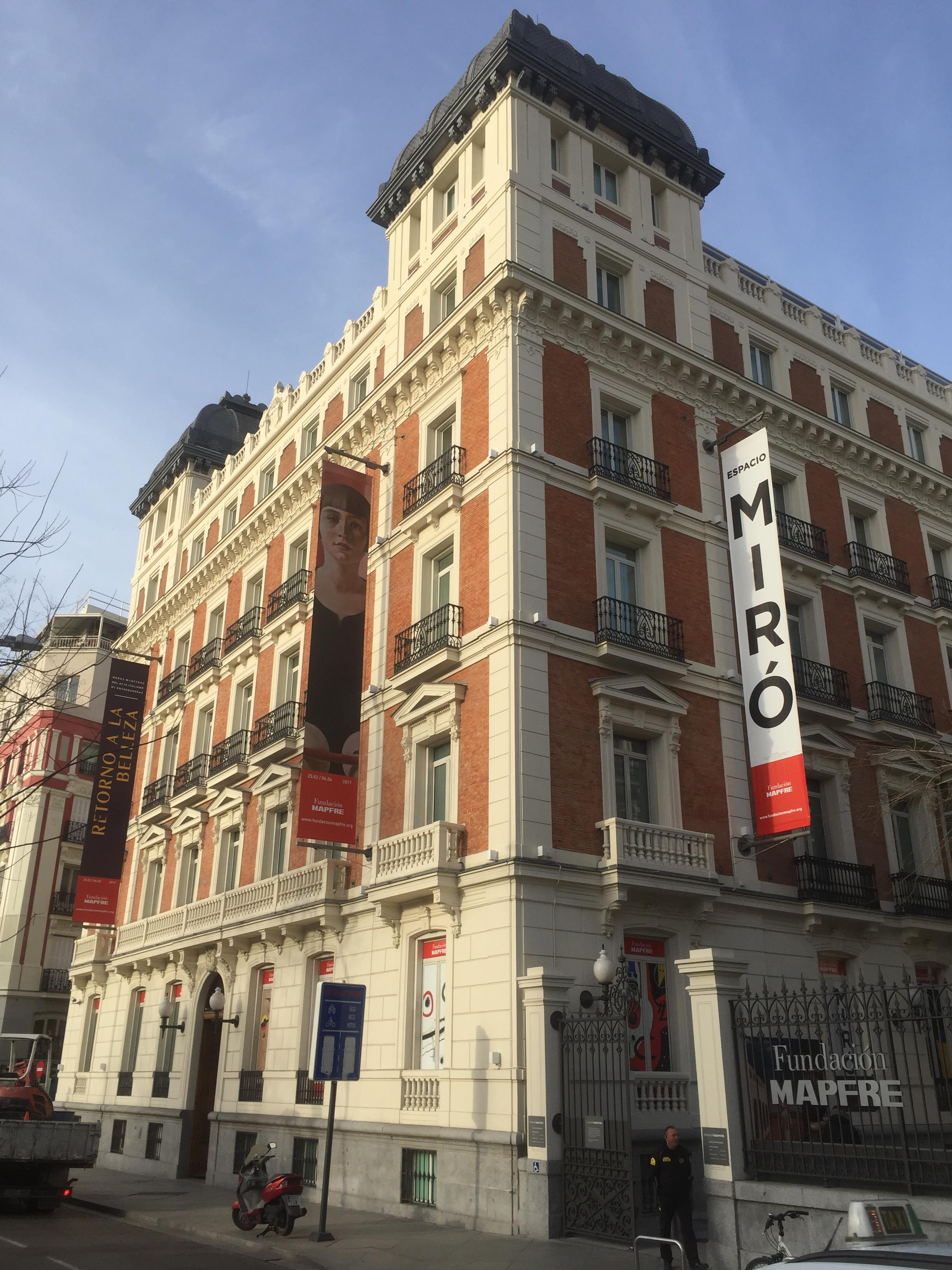
Palacio de la Duquesa de Medina de las Torres
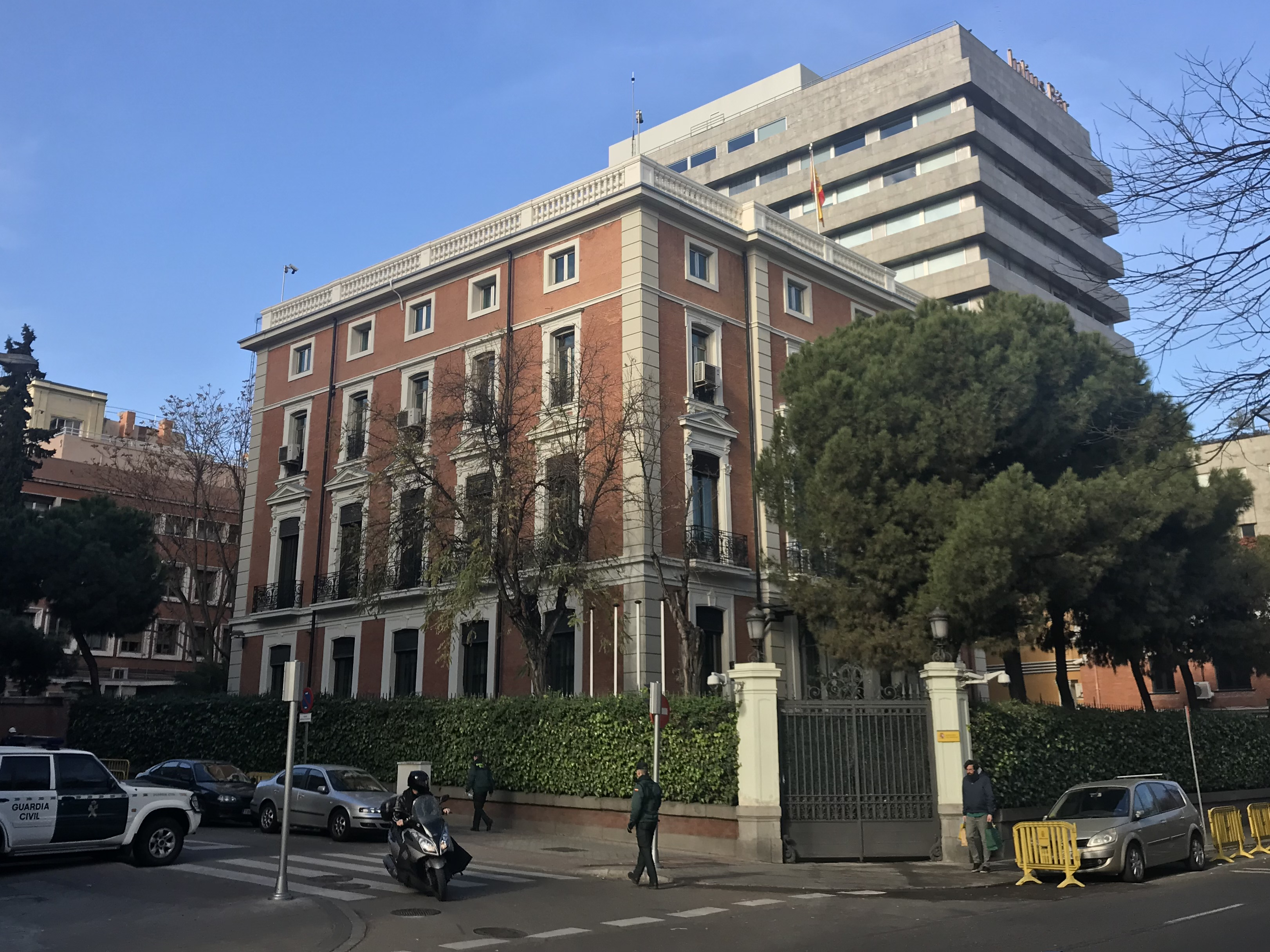
Palacio de los Condes de Casa Valencia
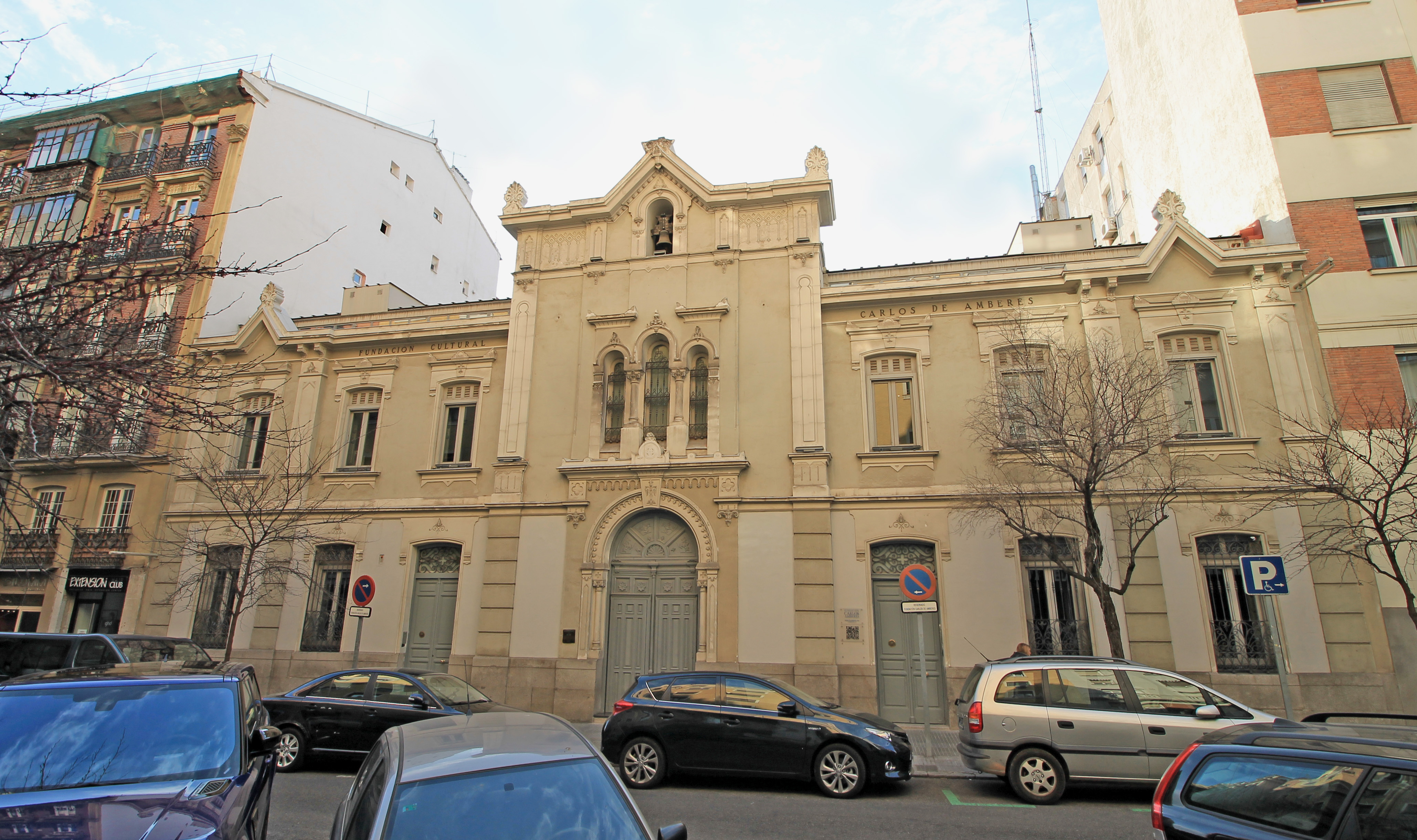
Hospital de San Andrés de los Flamencos
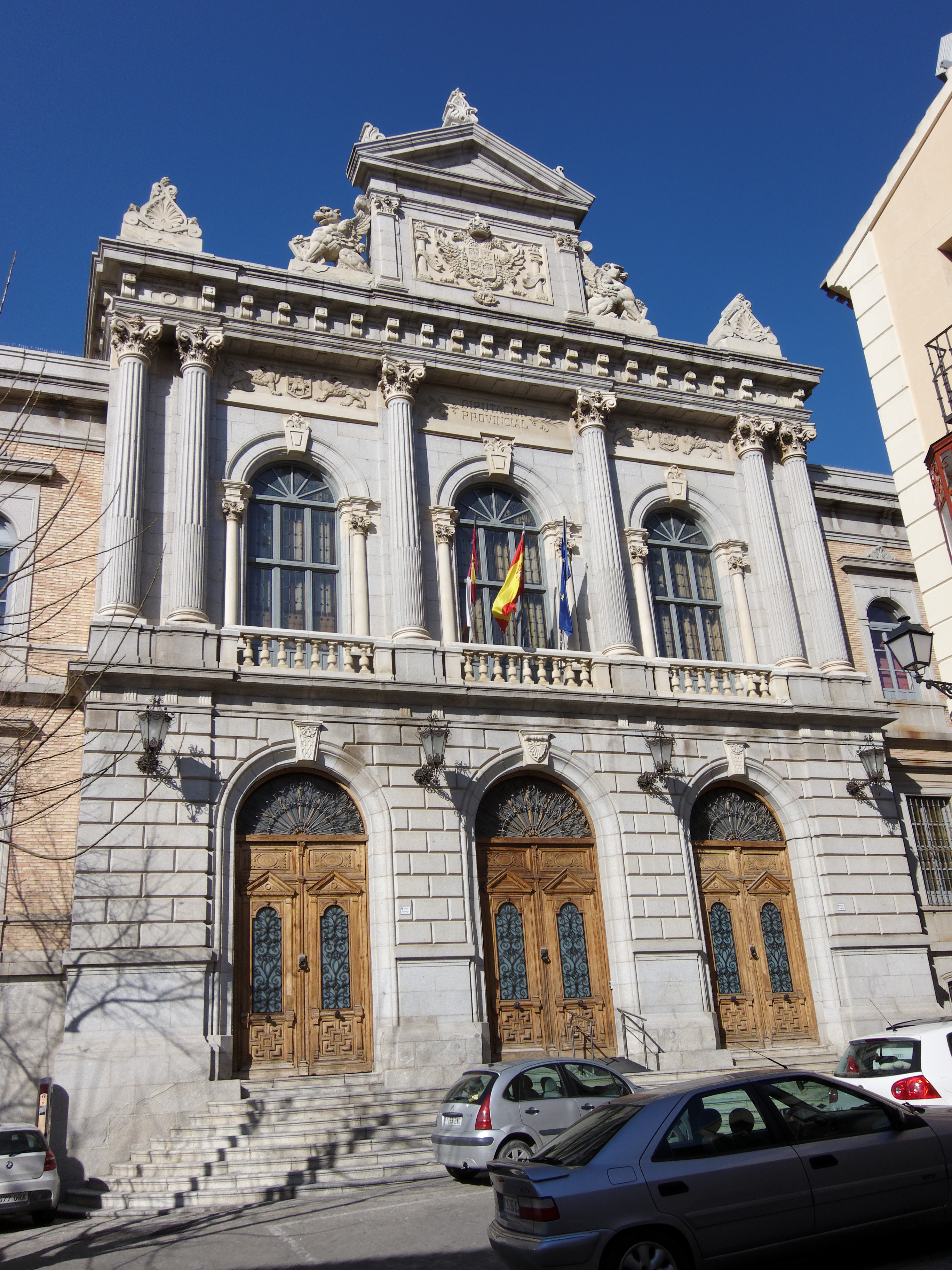
Diputación de Toledo
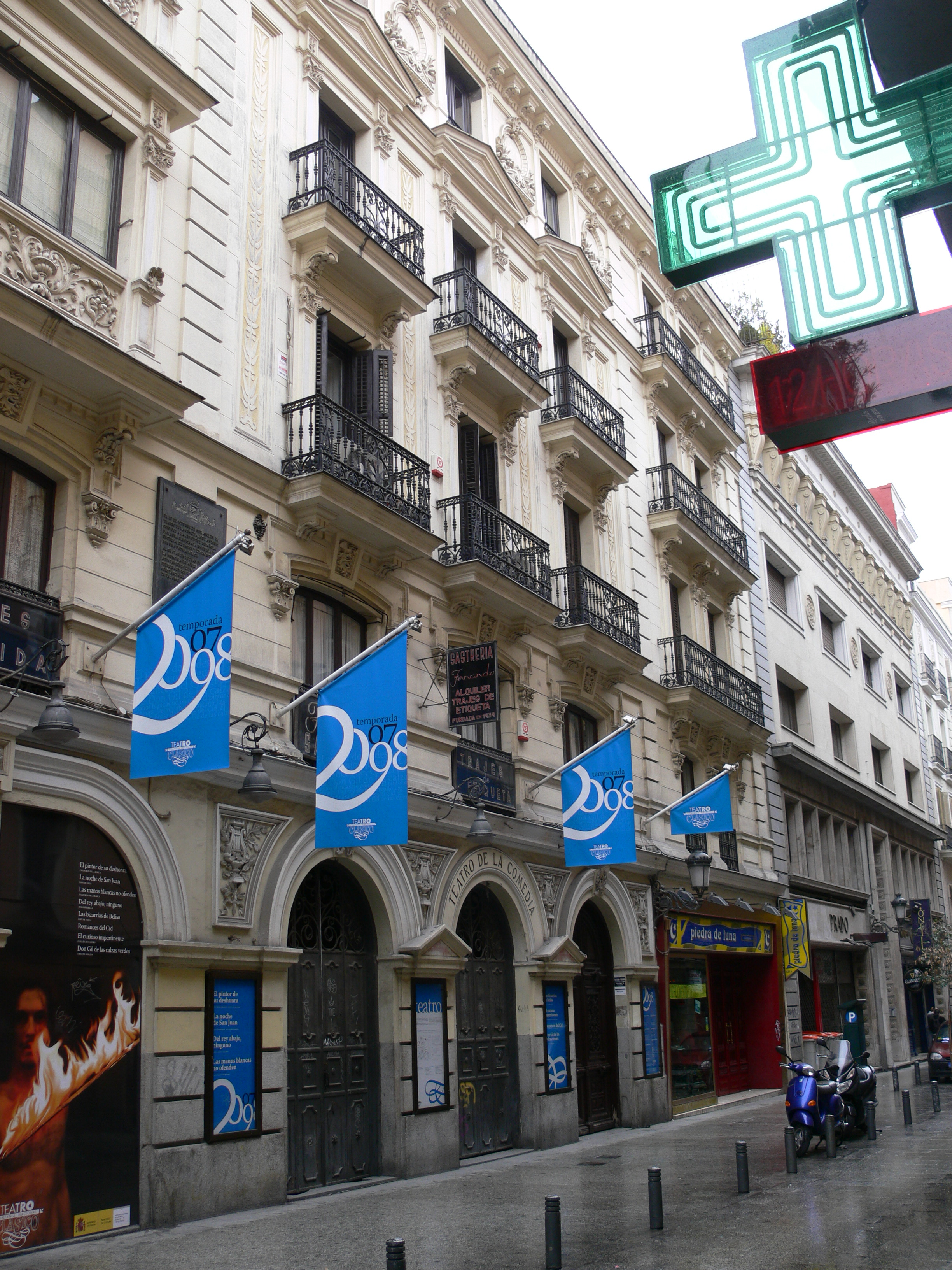
Teatro de la Comedia
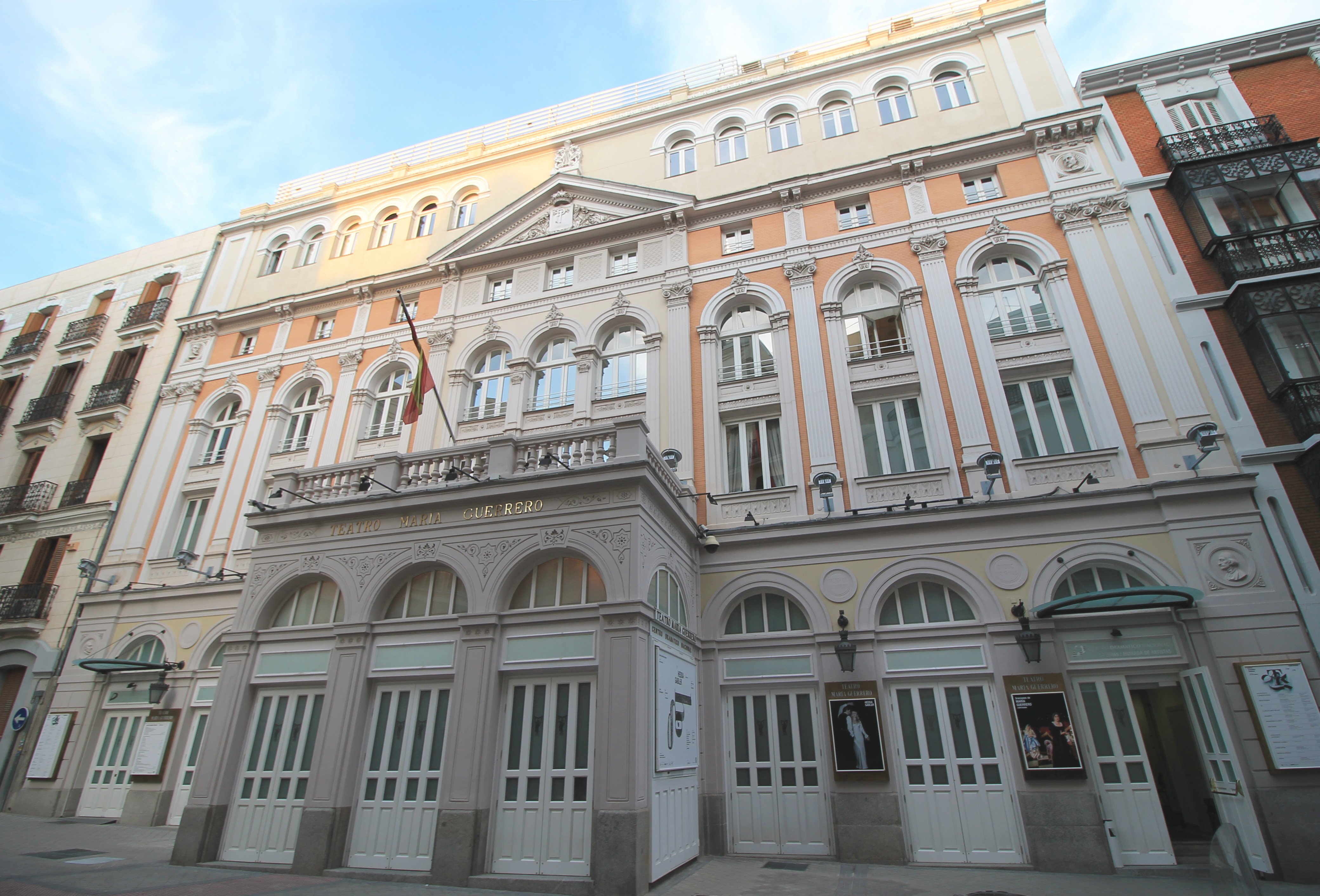
Teatro de la Princesa